# إريك كلوسن
إريك كلوسن (بالدنماركية: Erik Clausen)‏ (7 مارس 1942 – 30 أكتوبر 2024) هو كاتب سيناريو ومخرج وممثل دنماركي، ولد في 7 مارس 1942 في كوبنهاغن في الدنمارك.

## وصلات خارجية
- إريك كلوسن على موقع IMDb (الإنجليزية)
- إريك كلوسن على موقع ألو سيني (الفرنسية)
- إريك كلوسن على موقع ميوزك برينز (الإنجليزية)
- إريك كلوسن على موقع أول موفي (الإنجليزية)
- إريك كلوسن على موقع قاعدة بيانات الأفلام السويدية (السويدية)
- إريك كلوسن على موقع قاعدة بيانات الفيلم (الإنجليزية)
- إريك كلوسن على موقع كينوبويسك (الروسية)